# キーガン・ブラッドリー
キーガン・ブラッドリー（英語: Keegan Bradley、別表記キーガン・ブラドリーなど、1986年6月7日 - ）は、アメリカ・バーモント州出身のプロゴルファー。
2011年、ゴルフ4大メジャー大会のひとつ全米プロゴルフ選手権で初出場初優勝を遂げた。過去メジャー大会初出場で優勝したのは、1913年のフランシス・ウィメット（全米オープン）、2003年のベン・カーティス（全英オープン）の二人しかおらず、ブラッドリーは史上3人目の初出場初優勝者である。

## 生い立ち
1986年、アメリカ合衆国バーモント州で、マーク・ブラッドリーの長男として生まれる。父親のマークは、ワイオミング州ジャクソン郊外にあるジャクソンホール・ゴルフ・アンド・テニス・クラブ所属のプロであった。高校2年のときにマサチューセッツ州ホプキンスに転居し、2004年のマサチューセッツ・インタースカラスティック・アスレチック・アソシエーション（MIAA、マサチューセッツ州インターハイ）個人部門では優勝した経験がある。高校卒業後はニューヨークのセント・ジョンズ大学に進学し、2008年に卒業するまでの間に9つの大学タイトルを獲得している。
なお、キーガンの叔母パット・ブラッドリーは、LPGAツアーでメジャー6大会を含む通算31勝をあげ世界ゴルフ殿堂入りした女子プロゴルファーである。

## プロ経歴

### 2008年 - 2010年シーズン
セント・ジョンズ大学を卒業した2008年にプロ転向、NGA・フーターズ・ツアーに参戦すると、ツアーの最終戦（第5戦目）となるサザン・デューンズで初勝利した。
2009年のテキサス・ホーニング・オープンでフーターズ・ツアー2勝目をあげ、その年のネイションワイドツアー2試合に出場しし2試合とも予選を通過した。その後2010年PGAツアーに参戦するためクオリファイング・スクール（キュー・スクール）に挑戦したが、規定に2打足りず出場権獲得とはならなかった。
2010年はネイションワイドツアーに参戦、シーズン後半に4試合連続トップ5入りを果たすなどして最終賞金ランキングが14位となり、2011年のPGAツアー参加資格を得た。

### 2011年シーズン
2011年、PGAツアー初戦のソニー・オープン・イン・ハワイでは予選通過、翌週のボブ・ホープ・クラシックでは7位タイの成績を残す。4月に行われたヴァレロ・テキサス・オープンでは2度目のトップ10入りをはたす。5月のHPバイロン・ネルソン選手権では、サドンデス方式のプレイオフ第1ホール目でライアン・パーマーを破り、PGAツアー初勝利をあげた。8月のブリヂストン招待選手権では、初日、2日目と首位であったが3日目以降スコアを落とし、最終結果は15位タイであった。

#### 2011年全米プロゴルフ選手権
2011年8月、ブリヂストン招待選手権の翌週開催されたメジャー大会全米プロゴルフ選手権で、ブラッドリーは2日目に64をマークし首位につけるなど好調な出足であった。首位と1打差の3位でスタートした最終日、15番でトリプルボギーを叩き、3ホール残して暫定首位のジェイソン・ダフナーに5打差をつけられてしまったが、ブラッドリーは16番17番と連続バーディーを奪い、結局後半3連続ボギーとスコアを落としたダフナーと通算8アンダーで並んで72ホールを終え、勝敗をプレーオフに持ち込んだ。3ホール制の1ホール目（16番）では両者ともバーディーチャンスであったが、ダフナーは外しブラッドリーはパットを沈めた。残りホールもこの1打の優位を守ったフラッドリーがメジャー初優勝を決めた。メジャー初挑戦で優勝したのは2003年のベン・カーティス（全英オープン）以来で、米国内のメジャー大会に限ると1913年のフランシス・ウィメット以来の快挙となる。なおゴルフの4大メジャー大会では2010年マスターズでフィル・ミケルソンが優勝した後、2010年全米オープンでグレアム・マクドウェルが優勝して以降初優勝者が連続しており、ブラッドリーは連続7人目の初優勝者である。またブラッドリーのワールドゴルフランキング順位は、全米プロでの勝利後108位から29位にまで急上昇した。なお中尺パターを使ってメジャー制覇したのはブラッドリーが初めてである。
この全米プロゴルフ選手権の勝利に加え、HPバイロンネルソン選手権での優勝やトップ10フィニッシュ4回といった成績を収めたブラッドリーは、2011年のルーキー・オブ・ザ・イヤーを受賞した。

### 2012年シーズン
2012年2月のノーザン・トラスト・オープンで、ブラッドリーは最終ホールフィル・ミケルソンと共にロング・バーディパットを決め、ビル・ハースとの3者プレーオフに進出したが、プレーオフ第2ホールで13.5メートルのバーディパットを決めたハースが今大会の優勝を決めた。この最終ラウンド中、ブラッドリーはコース上で何度も唾を吐き、後に反射的にやってしまっていたとして謝罪した。世界ゴルフ選手権第2戦となるWGCキャデラック選手権では2位に2打差の首位で最終ラウンドを迎えたが、18番でダブルボギーをたたくなど終盤の4ホールでスコアを崩し、結果8位タイに終わった。2012年シーズンは開幕から9試合連続25位以内と安定した成績を残し、USAトゥディ誌のPGAツアー・トップ20では11位に選ばれている。6月には欧州ツアーに初参加、ロイヤルポートラッシュでのアイリッシュ・オープンに出場したが、予選落ちに終わっている。 

#### WGCブリヂストン招待選手権
2012年ブリヂストン招待選手権ではジム・フューリク、スティーブ・ストリッカーを1打差で下しツアー3勝目を挙げた。最終日、首位のジム・フューリクに4打差をつけられてスタートしたブラッドリーは最終18番ホールまでに差を1打差にまで詰め寄っていた。最終ホール、ブラッドリーは4.5メートルのパーパットを沈めたが、フューリクはダブルボギーとスコアを崩し、結果1打差をつけてブラッドリーが逆転優勝した。ゴルフ4大メジャー大会と世界ゴルフ選手権の両方で優勝したのは史上11人目である。この勝利で世界ランキングは15位となった。また同じ8月の全米プロゴルフ選手権で3位タイの成績を収め、世界ランキングは自己最高の12位まで上昇した。
同年9月のライダーカップにも初めて選出され、フィル・ミケルソンとのペアで初日欧州のローリー・マキロイ＆グレアム・マクドウェル組を破るなどの活躍を見せた。

## 通算成績（15勝）

### PGAツアー（7勝）
| No. | 日付          | トーナメント名             | スコア                | 打差数     | 準優勝者                                       |
| --- | ------------- | -------------------------- | --------------------- | ---------- | ---------------------------------------------- |
| 1   | 2011年5月29日 | HPバイロン・ネルソン選手権 | -3 (66-71-72-68=277)  | プレーオフ | ライアン・パーマー                             |
| 2   | 2011年8月14日 | 全米プロゴルフ選手権       | -8 (71-64-69-68=272)  | プレーオフ | ジェイソン・ダフナー                           |
| 3   | 2012年8月5日  | WGCブリヂストン招待        | –13 (67-69–67-64=267) | 1打差      | ジム・フューリク, スティーブ・ストリッカー     |
| 4   | Sep 10, 2018  | BMW選手権                  | −20 (66-64-66-64=260) | Playoff    | ジャスティン・ローズ                           |
| 5   | 16 Oct 2022   | ZOZO CHAMPIONSHIP          | 265                   | 1打差      | リッキー・ファウラー アンドリュー・パットナム  |
| 6   | Jun 25, 2023  | トラベラーズ選手権         | −23 (62-63-64-68=257) | 3 strokes  | Zac Blair, Brian Harman                        |
| 7   | Aug 25, 2024  | BMW選手権                  | −12 (66-68-70-72=276) | 1 stroke   | Ludvig Åberg, サム・バーンズ, アダム・スコット |

PGAツアーでのプレーオフ記録（3勝1敗）
| No. | 年     | トーナメント名               | 相手選手                             | 結果                                                       |
| --- | ------ | ---------------------------- | ------------------------------------ | ---------------------------------------------------------- |
| 1   | 2011年 | HPバイロン・ネルソン選手権   | ライアン・パーマー                   | 1ホール目、パーマーがボギーを叩き、パーで優勝              |
| 2   | 2011年 | 全米プロゴルフ選手権         | ジェイソン・ダフナー                 | 3ホール制プレーオフでダフナーに勝利 (3-3-4=10 to 4-4-3=11) |
| 3   | 2012年 | ノーザン・トラスト・オープン | ビル・ハース, フィル・ミケルソン     | 2ホール目ハースがバーディー。ハースの優勝。                |
| 4   | 2018年 | BMW選手権                    | ジャスティン・ローズ                 | 1ホール目、ローズがボギーを叩き、パーで優勝                |
| 5   | 2023年 | ソニーオープン・イン・ハワイ | アン・ビョンフン, グレイソン・マレー | 1ホール目マレーがバーディー。マレーの優勝。                |

### NGA フーターズ・ツアー（2勝）
- 2008年 サザン・デューンズ（Southern Dunes）
- 2009年 テキサス・ホーニング・オープン（Texas Honing Open）

### その他（4勝）
- 2011 PGA Grand Slam of Golf, Franklin Templeton Shootout (with Brendan Steele)
- 2015 CVS Health Charity Classic (with Jon Curran)
- 2016 CVS Health Charity Classic (with Jon Curran)

### 4大メジャートーナメントの成績
| トーナメント         | 2011 | 2012 | 2013 | 2014 | 2015 | 2016 | 2017 |
| -------------------- | ---- | ---- | ---- | ---- | ---- | ---- | ---- |
| マスターズ           | DNP  | T27  | T54  | CUT  | T22  | T52  | DNP  |
| 全米オープン         | DNP  | T68  | CUT  | T4   | T27  | CUT  | T60  |
| 全英オープン         | DNP  | T34  | T15  | T19  | CUT  | T18  | DNP  |
| 全米プロゴルフ選手権 | 1    | T3   | T19  | CUT  | T61  | T43  | T33  |

DNP(Did Not Played) = 不出場
T = タイ 
背景黄色 = 10位内入賞
背景緑色 = 優勝